# Toan chuyển hóa
Toan chuyển hóa là tình trạng xảy ra khi cơ thể sản xuất quá nhiều acid hoặc khi thận không loại bỏ đủ acid khỏi cơ thể. Nếu không được kiểm soát, toan chuyển hóa dẫn đến nhiễm toan máu, nghĩa là pH máu thấp (dưới 7,35) do cơ thể tăng sản xuất ion hydro hoặc cơ thể không có khả năng hình thành bicarbonat (HCO3-) ở thận. Nguyên nhân của nó rất đa dạng, và hậu quả của nó có thể nghiêm trọng, bao gồm hôn mê và tử vong. Cùng với nhiễm toan hô hấp, đây là một trong hai nguyên nhân gây nhiễm toan.
Thuật ngữ:
- Nhiễm toan đề cập đến một quá trình gây ra độ pH thấp trong máu và các mô.
- Nhiễm toan máu đặc biệt liên quan đến độ pH thấp trong máu.

Trong hầu hết các trường hợp, nhiễm toan xảy ra đầu tiên vì lý do giải thích dưới đây. Các ion hydro tự do sau đó khuếch tán vào máu, làm giảm độ pH. Phân tích khí máu động mạch phát hiện nhiễm toan máu (pH thấp hơn 7,35). Khi nhiễm toan máu, nhiễm toan được cho là cũng xảy ra.

## Dấu hiệu và triệu chứng
Các triệu chứng không đặc hiệu, và chẩn đoán có thể khó khăn trừ khi bệnh nhân có chỉ định rõ ràng để lấy mẫu khí máu động mạch. Các triệu chứng có thể bao gồm đau ngực, đánh trống ngực, đau đầu, thay đổi trạng thái tinh thần như lo lắng nặng do thiếu oxy, giảm thị lực, buồn nôn, nôn, đau bụng, thay đổi khẩu vị và tăng cân, yếu cơ, đau xương và đau khớp. Những người bị toan chuyển hóa có thể biểu hiện thở sâu, nhanh gọi là thở Kussmaul có liên quan kinh điển với nhiễm toan đái tháo đường. Hít thở sâu làm tăng lượng carbon dioxide thở ra, do đó làm giảm nồng độ carbon dioxide trong huyết thanh.